# إرنست إكشتاين
إرنست إكشتاين (بالألمانية: Ernst Eckstein)‏ هو كاتب ومؤلف وصحفي وشاعر ألماني، ولد في 6 فبراير 1845 في غيسن في ألمانيا، وتوفي في 18 نوفمبر 1900 في درسدن في ألمانيا.